# Silvia Koller
Silvia Koller (* 15. Mai 1942; † 15. Dezember 2010 in München; geborene Silvia Hohenemser) war eine deutsche Fernsehredakteurin.

## Werdegang
Koller kam 1962 als Volontärin zum Bayerischen Rundfunk (BR). Mit der Aufnahme eines eigenen Fernsehprogramms 1964 übernahm sie beim BR den Filmeinkauf. Später war sie als Redakteurin für das Filmmagazin Kino Kino zuständig. 1989 wechselte sie in das Ressort Fernsehfilm. Für die Kriminalreihe Tatort schuf sie das Münchner Ermittlerteam Ivo Batić/Franz Leitmayr, dargestellt von Miroslav Nemec und Udo Wachtveitl. Zwischen 1991 und ihrer Pensionierung 2009 betreute sie mehr als 50 Folgen. Außerdem entstanden unter ihrer Leitung viele preisgekrönte Fernseh- und Dokumentarfilme.

## Filmografie (Auswahl)
- 1998: Tatort: In der Falle (Produktion)
- 2001: Tatort: Im freien Fall (Redaktion)
- 2006: Die Hochstapler (Dokumentarfilm: Produktion)

## Auszeichnungen
- 2002: Adolf-Grimme-Preis für die Tatort-Folge Tatort: Im freien Fall, gemeinsam mit Alexander Adolph, Miroslav Nemec, Jobst Oetzmann, und Udo Wachtveitl